# Жан Дюкре
Жан Дюкре (фр. Jean Ducret, 27 листопада 1887, Сюрен — 19 листопада 1975, Вокрессон) — французький футболіст, що грав на позиції півзахисника. Виступав за клуби «Етуаль де Де Ляк» та «Олімпік» (Лілль), а також за національну збірну Франції.

## Клубна кар'єра
Жан Дюкре розпочав виступи на футбольних полях у 1909 році в складі команди «Етуаль де Де Ляк», в якій грав до 1913 року. 1913 року перейшов до клубу «Олімпік» (Лілль), за який грав до 1914 року, після чого завершив виступи на футбольних полях.

## Виступи за збірну
У 1910 році Жан Дюкре дебютував у складі національної збірної Франції. У складі збірної грав до 1914 року, загалом провів у складі збірної 20 матчів, у яких відзначився 3 забитими голами.
Помер Жан Дюкре 19 листопада 1975 року на 88-му році життя у місті Вокрессон.
| Дата       | Місто        | Господарі  | Результат | Гості      | Турнір           | Голи | Примітки |
| ---------- | ------------ | ---------- | --------- | ---------- | ---------------- | ---- | -------- |
| 03/04/1910 | Жантії       | Франція    | 0 – 4     | Бельгія    | товариський матч | -    |          |
| 16/04/1910 | Брайтон      | Англія     | 10 – 1    | Франція    | товариський матч | -    |          |
| 15/05/1910 | Мілан        | Італія     | 6 – 2     | Франція    | товариський матч | 1    |          |
| 01/01/1911 | Мезон-Альфор | Франція    | 0 – 3     | Угорщина   | товариський матч | -    |          |
| 20/03/1911 | Париж        | Франція    | 0 – 3     | Англія     | товариський матч | -    |          |
| 09/04/1911 | Париж        | Франція    | 2 – 2     | Італія     | товариський матч | -    |          |
| 23/04/1911 | Женева       | Швейцарія  | 5 – 2     | Франція    | товариський матч | -    |          |
| 29/10/1911 | Люксембург   | Люксембург | 1 – 4     | Франція    | товариський матч | -    |          |
| 28/01/1912 | Париж        | Франція    | 1 – 1     | Бельгія    | товариський матч | -    |          |
| 18/02/1912 | Париж        | Франція    | 4 – 1     | Швейцарія  | товариський матч | -    |          |
| 17/03/1912 | Турин        | Італія     | 3 – 4     | Франція    | товариський матч | -    |          |
| 12/01/1913 | Париж        | Франція    | 1 – 0     | Італія     | товариський матч | -    |          |
| 16/02/1913 | Брюссель     | Бельгія    | 3 – 0     | Франція    | товариський матч | -    |          |
| 27/02/1913 | Париж        | Франція    | 1 – 4     | Англія     | товариський матч | -    |          |
| 09/03/1913 | Женева       | Швейцарія  | 1 – 4     | Франція    | товариський матч | -    |          |
| 20/04/1913 | Париж        | Франція    | 8 – 0     | Люксембург | товариський матч | 1    |          |
| 25/01/1914 | Париж        | Франція    | 4 – 3     | Бельгія    | товариський матч | -    |          |
| 08/02/1914 | Люксембург   | Люксембург | 5 – 4     | Франція    | товариський матч | 1    |          |
| 08/03/1914 | Париж        | Франція    | 2 – 2     | Швейцарія  | товариський матч | -    |          |
| 29/03/1914 | Турин        | Італія     | 2 – 0     | Франція    | товариський матч | -    |          |
| Усього     |              | Матчів     | 20        |            | Голів            | 3    |          |